# Нурія Тортрас
Ну́рія Тортрас-і-Планас (кат. Núria Tortras i Planas; 1926, Барселона — 20 липня, 2013) — іспанська (каталонська) скульпторка.
Учениця Жуана Ребуля, навчалась у Школі витончених мистецтв Сант-Жорді в Барселоні. У 1962 році отримала другий приз від Королівської академії витончених мистецтв Сант-Жорді (Барселона), після цього другий приз у 1963 році і перший приз в 1964 році. У 1974 році також виграла премію міста Барселона.

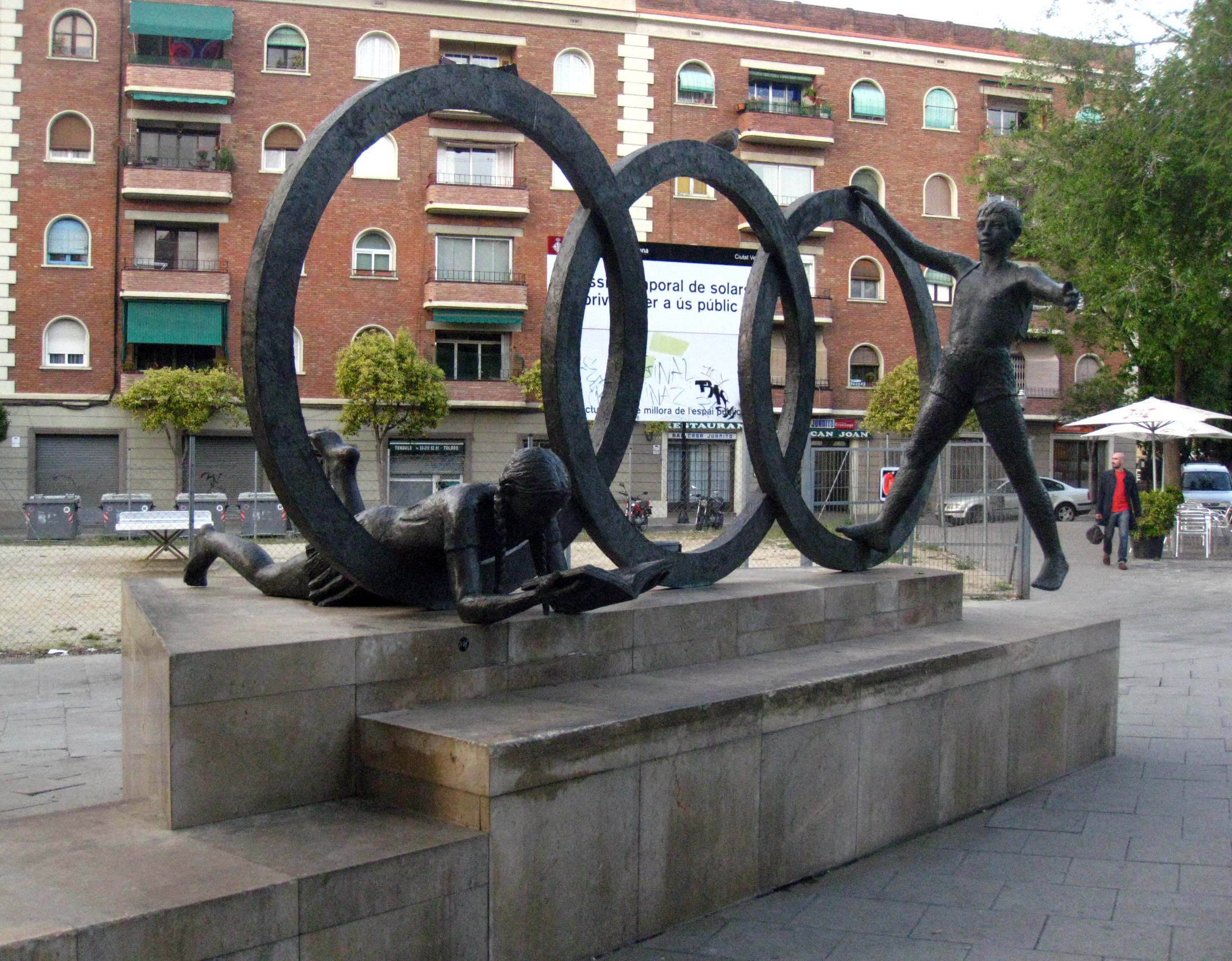
«Пам'яті Мутуа Есколар Бланкерни (1924-1939)» (1998), Барселона

У 1969 році створила пам'ятники Волту Діснею, які знаходяться в Барселоні і на Мальорці. Також створювала портрети, релігійні образи, скульптури оголених дітей і підлітків, а також чоловічі і жіночі фігури. У 2003 році нагороджена хрестом святого Георія
Твори зберігаються у Національному музеї мистецтва Каталонії (MNAC), Музеї Сабалети (Хаен) та ін.